# 東条貞
東条 貞（とうじょう てい、1885年2月9日 - 1950年11月29日）は、日本のジャーナリスト・政治家、衆議院議員（5期）。本名は「とうじょう ただし」と読む。なお名前は旧字体で「東條 貞」と表記されることもある。

## 生涯
愛媛県松山市出身。1906年北海道に渡った。室蘭で室蘭タイムス（のち室蘭毎日新聞を経て室蘭民報となる）の記者となり、その後野付牛（現・北見市）で北見実業新聞（のちの網走新聞）の記者を、滝川で北海中央新聞の記者を務めた。1913年網走に移住、1918年網走町会議員に当選した。1920年網走新聞（戦後の同名新聞とは無関係）を創刊するが3年後に廃刊した。1924年には北海道会議員に当選した。1928年の普通選挙による最初の総選挙で旧北海道5区から立憲政友会公認で立候補したが落選、1930年の第17回衆議院議員総選挙で初当選し中央政界に入った。初当選から2年後の第18回衆議院議員総選挙では出馬自体を辞退したが、1936年の第19回衆議院議員総選挙に当選し政界に復帰した。その後補欠選挙も含め連続4回当選。拓務大臣秘書官・逓信参与官を歴任した。
1939年の政友会分裂に際しては久原房之助や鳩山一郎とともに正統派に所属した。政友会正統派内は鳩山・三土忠造・安藤正純ら鳩山系の議員が多かったが東条は岡田忠彦・津雲国利・肥田琢司・西村茂生・松浦伊平らとともに久原系の議員とみなされた。政党解消後は翼賛議員同盟に所属、1942年の第21回衆議院議員総選挙には翼賛政治体制協議会の推薦候補として立候補し当選。その後は翼賛政治会・大日本政治会に所属した。
戦後は旧政友会正統派の大半を占める鳩山系の議員が結党に参加した日本自由党にも、大日本政治会を母胎としながらも政友会正統派の議員が鳩山系・久原系ともに殆ど結党に参加しなかった日本進歩党にも参加せず、岡田・津雲・肥田・西村・松浦ら旧政友会正統派内の他の久原系の議員とともに院内会派・無所属倶楽部の結成に参加した。だが戦時中の翼賛選挙で推薦候補だったため公職追放され、政界から引退した。